# بطولة العالم لسباق الدراجات على الطريق 2017
بطولة العالم لسباق الدراجات على الطريق 2017 (بالإنجليزية: 2017 UCI Road World Championships) هو سباق دراجات هوائية، وأقيم خلال الفترة 16 سبتمبر 2017، وحتى 24 سبتمبر 2017.

## ملخص الأحداث

### النخبة
| Event                         | الذهبية | الذهبية    | الفضية | الفضية   | البرونزية | البرونزية   |
| ----------------------------- | --- | ---------- | --- | -------- | --- | ----------- |
| الرجال                        | |            | |          | |             |
| سباق الطريق                   | بيتر ساجان (SVK) | 6h 28' 11" | ألكسندر كريستوف (NOR) | + 0"     | مايكل ماثيوز (دراج) (AUS)                                                                                               | + 0"        |
| الطريق ضد الساعة              | توم دومولين (NED) | 44' 41.00" | بريمو روغيليتش (SLO) | + 57.79" | كريس فروم (GBR) | + 1' 21.25" |
| الطريق ضد الساعة للفرق        | سنويب | 47' 50.42" | بي إم سي راسينغ | + 8.29"  | فريق سكاي | + 22.35"    |
| الطريق ضد الساعة للفرق        | توم دومولين (NED) لينارد كامنا (GER) ويلكو كيليرمان (NED) سورين كراغ أندرسن (DEN) مايكل ماثيوز (دراج) (AUS) سام أومن (NED) | 47' 50.42" | روهان دنيس (AUS) سيلفان ديلير (SUI) ستيفان كونغ (SUI) دانيال أوس (ITA) مايلز سكوتسون (AUS) تجي فان جارد إرين (USA)         | + 8.29"  | أوين دول (GBR) كريس فروم (GBR) فاسيل كريانكا (BLR) ميكال كوياتكووسكي (دراج) (POL) جياني موسكون (ITA) جيرانت توماس (GBR) | + 22.35"    |
| النساء                        | |            | |          | |             |
| الطريق المداري للنساء         | شانتال بلاك (NED) | 4h 06' 30" | كاترين جارفوت (AUS) | + 28"    | أمالي ديديريكسن (DEN)                                                                                                   | + 28"       |
| الطريق ضد الساعة للنساء       | أنيميك فان فليوتن (NED) | 28' 50.35" | أنا فان دير بريغين (NED)                                                                                                   | + 12.16" | كاترين جارفوت (AUS) | + 18.93"    |
| الطريق ضد الساعة لفرق النساء ‏ | فريق سنويب للسيدات ‏ | 55' 41.63" | إس دي وركس ‏ | + 12.43" | Cervélo–Bigla Pro Cycling                                                                                               | + 28.03"    |
| الطريق ضد الساعة لفرق النساء ‏ | لوسيندا براند (NED) ليا كيرشمان (CAN) فلورتجي ماكايج (NED) كورين ريفيرا (USA) Sabrina Stultiens (NED) إيلين فان دايك (NED) | 55' 41.63" | شانتال بلاك (NED) كارول آن كانويل (CAN) ميغان غوارنير (USA) كريستين ماجروس (LUX) ايمي بيترز (NED) أنا فان دير بريغين (NED) | + 12.43" | ستيفاني بول (GER) ليزا كلاين (GER) كلارا كوبينبرج (GER) لوتا ليبيستو (FIN) سيسيلي أوتوب لودفيغ (DEN) آشلي مولمان (RSA)  | + 28.03"    |

### تحت سن 23
| Event                                                                           | الذهبية               | الذهبية    | الفضية                 | الفضية      | البرونزية                | البرونزية   |
| ------------------------------------------------------------------------------- | --------------------- | ---------- | ---------------------- | ----------- | ------------------------ | ----------- |
| الرجال                                                                          |                       |            |                        |             |                          |             |
| سباق الطريق المداري لأقل من 23 سنة في بطولة العالم لسباق الدراجات على الطريق ‏   | بينوا كوسنيفروي (FRA) | 4h 48' 23" | لينارد كامنا (GER)     | + 0"        | Michael Carbel (DEN)     | + 3"        |
| سباق الطريق ضد الساعة لأقل من 23 سنة في بطولة العالم لسباق الدراجات على الطريق ‏ | ميكيل بيرج (DEN)      | 47' 06.48" | براندون ماكنولتي (USA) | + 1' 05.92" | Corentin Ermenault (FRA) | + 1' 16.65" |

### الشبان
| Event                                                                    | الذهبية               | الذهبية    | الفضية                      | الفضية   | البرونزية                | البرونزية |
| ------------------------------------------------------------------------ | --------------------- | ---------- | --------------------------- | -------- | ------------------------ | --------- |
| الشبان                                                                   |                       |            |                             |          |                          |           |
| سباق الطريق المداري للشبان في بطولة العالم لسباق الدراجات على الطريق ‏    | Julius Johansen (DEN) | 3h 10' 48" | Luca Rastelli (ITA)         | + 51"    | Michele Gazzoli (ITA)    | + 51"     |
| سباق الطريق ضد الساعة للشبان في بطولة العالم لسباق الدراجات على الطريق ‏  | توم بيدكوك (GBR)      | 28' 02.15" | Antonio Puppio (ITA)        | + 11.92" | Filip Maciejuk (POL)     | + 13.29"  |
| الشابات                                                                  |                       |            |                             |          |                          |           |
| سباق الطريق المداري للشابات في بطولة العالم لسباق الدراجات على الطريق ‏   | إيلينا بيروني (ITA)   | 2h 06' 17" | إيما نورسجارد يورجنسن (DEN) | + 12"    | ليتيزيا باتيرنوستر (ITA) | + 12"     |
| سباق الطريق ضد الساعة للشابات في بطولة العالم لسباق الدراجات على الطريق ‏ | إيلينا بيروني (ITA)   | 23' 19.72" | Alessia Vigilia (ITA)       | + 6.38"  | Madeleine Fasnacht (AUS) | + 42.32"  |

## وصلات خارجية
- الموقع الرسمي

- الموقع الرسمي